# شمش (ایزد)
شَمَش (زبان اکدی: šamaš) خدای خورشید در بین‌النهرین باستان بود که پیش از آن به اوتو (زبان سومری: dUTU 𒀭𒌓 «خورشید») شناخته می‌شد.
اعتقاد بر این بود که او هر روز هر اتفاقی را که در جهان رخ می‌دهد را می‌بیند و به همین دلیل مسئولیت عدالت و محافظت از مسافران را بر عهده داشت. در جایگاه قاضی الهی، او می‌توانست با جهان زیرین ارتباط داشته باشد. علاوه بر این، او در مقام خدای پیشگویی، معمولاً در کنار خدای آب‌وهوا، اداد، قرار می‌گرفت. در همان حال که او عموما به عنوان یکی از خدایان اصلی محسوب می‌شد، به صورتی ویژه در سیپار و لارسا مورد احترام بود. خدای ماه نانا (سین) و همسرش نینگال به عنوان والدین او در نظر گرفته می‌شدند، در حالی که خواهر دوقلوی او اینانا (ایشتار) بود. گاهی الهه‌های دیگری مانند منزات و پینیکیر را نیز می‌توان خواهران او دانست. آیا (شریدا) الهۀ سپیده‌دم همسر او بود، و متن‌های گوناگونی دیدارهای روزانهٔ آنها را در کوهی که گمان می‌کردند خورشید در آنجا غروب می‌کند، توصیف می‌کند. در میان فرزندان آنها کیتوم، مظهر حقیقت، خداییان رویا مانند مامو و همچنین خدای ایشوم بودند. از نام اوتو می‌توان برای نوشتن نام بسیاری از خدایان خورشیدی خارجی به صورت لوگوگرافی استفاده کرد. ارتباط بین او و خدای خورشیدی هوری، شیمیگه، به خوبی گواهی شده است، و دومی می‌تواند با آیا نیز مرتبط باشد.
در حالی که هیچ اسطوره‌ای که بر اوتو متمرکز باشد، شناخته نشده است، او اغلب به عنوان متحد دیگر شخصیت‌ها در تصنیف‌های سومری و اکدی ظاهر می‌شود. طبق روایات مربوط به مرگ دوموزی، زمانی که شیاطین گالا سعی کردند او را به دنیای زیرین بکشانند، شمش او را یاری کرد. در نسخه‌های مختلف حماسه گیلگمش و در اسطوره‌های پیشین گیلگمش، او به این قهرمان کمک می‌کند تا هومبابا هیولا را شکست دهد. در اسطوره اینانا و آن، او به خواهرش کمک می‌کند تا معبد ایانا را بدست آورد. در چگونه غله به سومر آمد،  او برای مشاوره به نینازو و نینمادا فراخوانی شده است.

## نام
رایج‌ترین نام‌های خدای خورشید در متن‌های بین‌النهرینی، اوتو (سومری) و شمش (اکدی) هستند. آمنا، نام دیگری است که نسبتاً رایج بوده اما منشأ آن مشخص نیست.

## شخصیت
خدای خورشید یکی از خدایان اصلی پانتئون بین‌النهرین بود. در فهرست خدایانی که از شوروپاک در دورۀ دودمان نخستین به‌دست آمده است او ششمین خدای ذکرشده پس از آنو، انلیل، اینانا، انکی و نانا است. در فهرست‌های بعدی خدایان، مثلاً در آن = آنوم، او و حلقه‌اش در بین نانا (سین) و ایشکور (ادد) ظاهر می‌شوند.

## شمایل‌نگاری

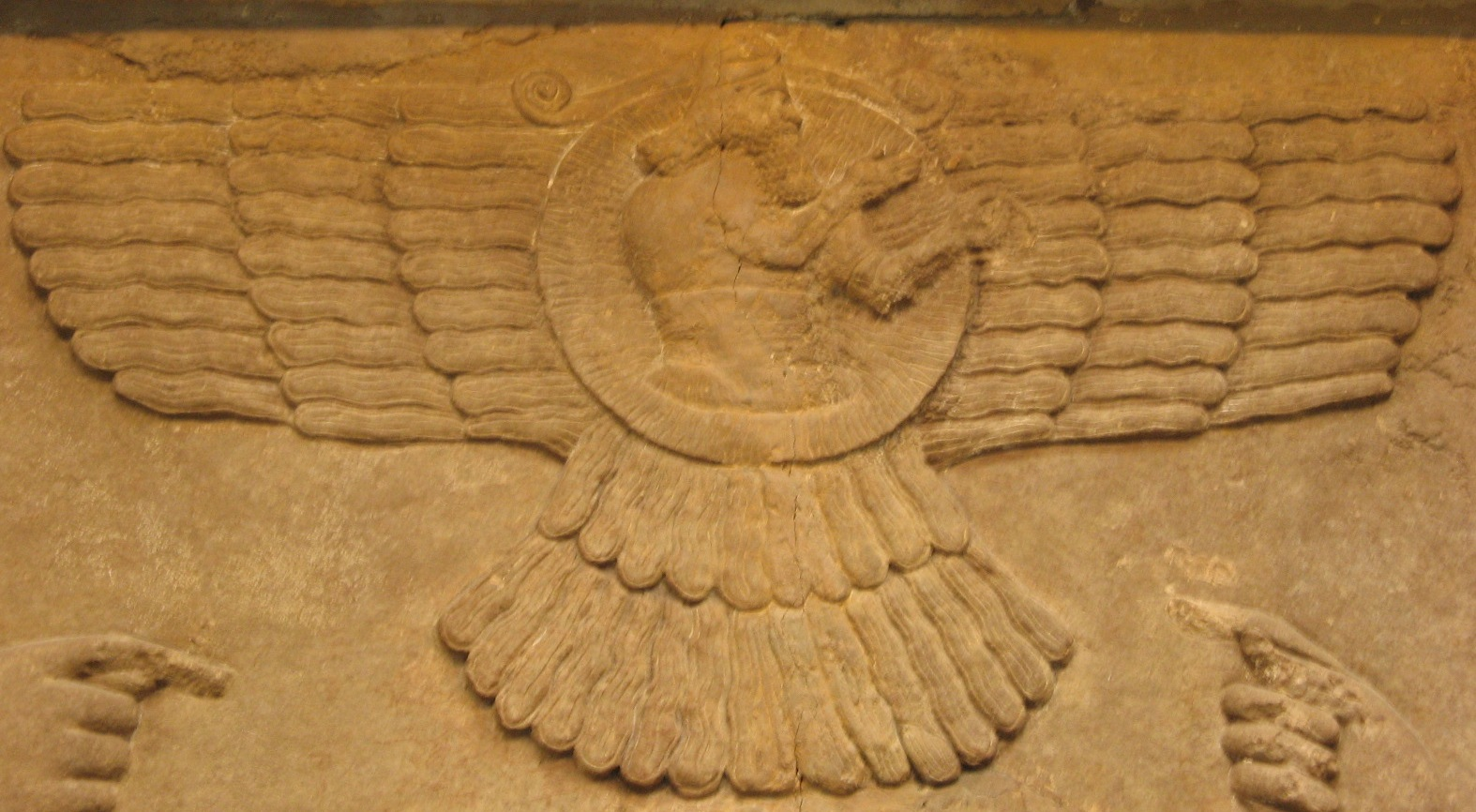
نقش خدای بین‌النهرینی شَمَش در یک نقش‌برجسته آشوری در قصر نمرود (۸۶۰–۸۶۵ قبل از میلاد)

خدای خورشید چه با نام اوتو و چه با نام شمش، شمایل‌نگاری یکسانی داشت.

## ارتباط با سایر خدایان

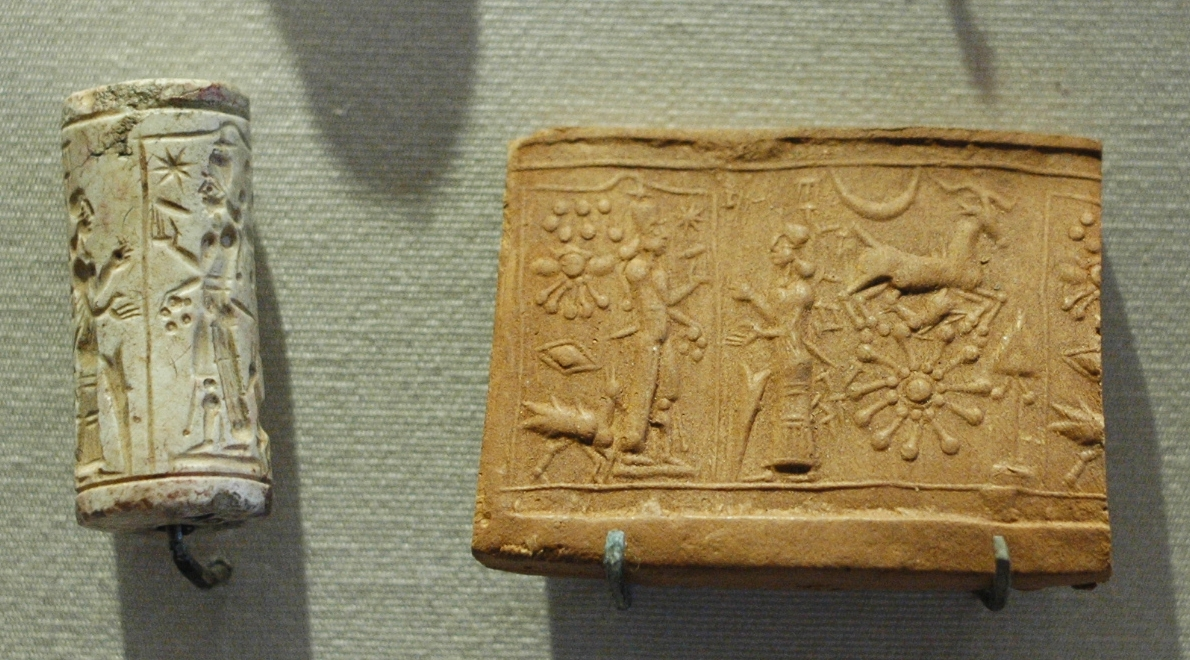
مهر استوانه‌ای از سنگ آهک از میان رودان و نقش آن: پرستش شمش، محفوظ در موزه لوور

### خانواده
خدای خورشید به‌طور سنتی در دین بین‌النهرین (هم در متون سومری و هم در اکدی)، به‌عنوان یکی از پسران خدای ماه در نظر گرفته می‌شد.

### دربار
خدایان گوناگونی را می‌توان سوکال (وزیر الهی) اوتو در نظر گرفت و در یک زمان بیش از یک نفر می‌توانند در این نقش ظاهر شوند.

### خدایان بیگانه
نام خدای خورشید در ابلا با لوگوگرام dUTU نشان داده می‌شد.

## پرستش
مرکزهای اصلی آیین خدای خورشید در لارسا و سیپار، به طور مشخص سیپار-آهروروم (ابو هبه) بود.

### سیپار
در دورۀ دومان نخستین بین‌النهرین، پادشاهان ماری به احتمال زیاد از ابابار در سیپار دیدار کردند تا به خدای آن ادای احترام کنند.

### لارسا
ابابار در لارسا برای نخستین بار در متنی از دوران سلطنت ایاناتوم ذکر می‌شود.

### سایر شهرها
اوتو از جمله خدایانی بود که در لاگاش (در دورۀ دودمان نخستین بین‌النهرین) پرستیده می‌شد.

## اسطوره‌شناسی
با وجود آنکه در حال حاضر هیچ اسطوره‌ای شناخته نشده است که بر اوتو متمرکز باشد اما او در بسیاری از قطعه‌های مشهور در نقش مکمل ظاهر می‌شود.

### اساطیر گیلگمش

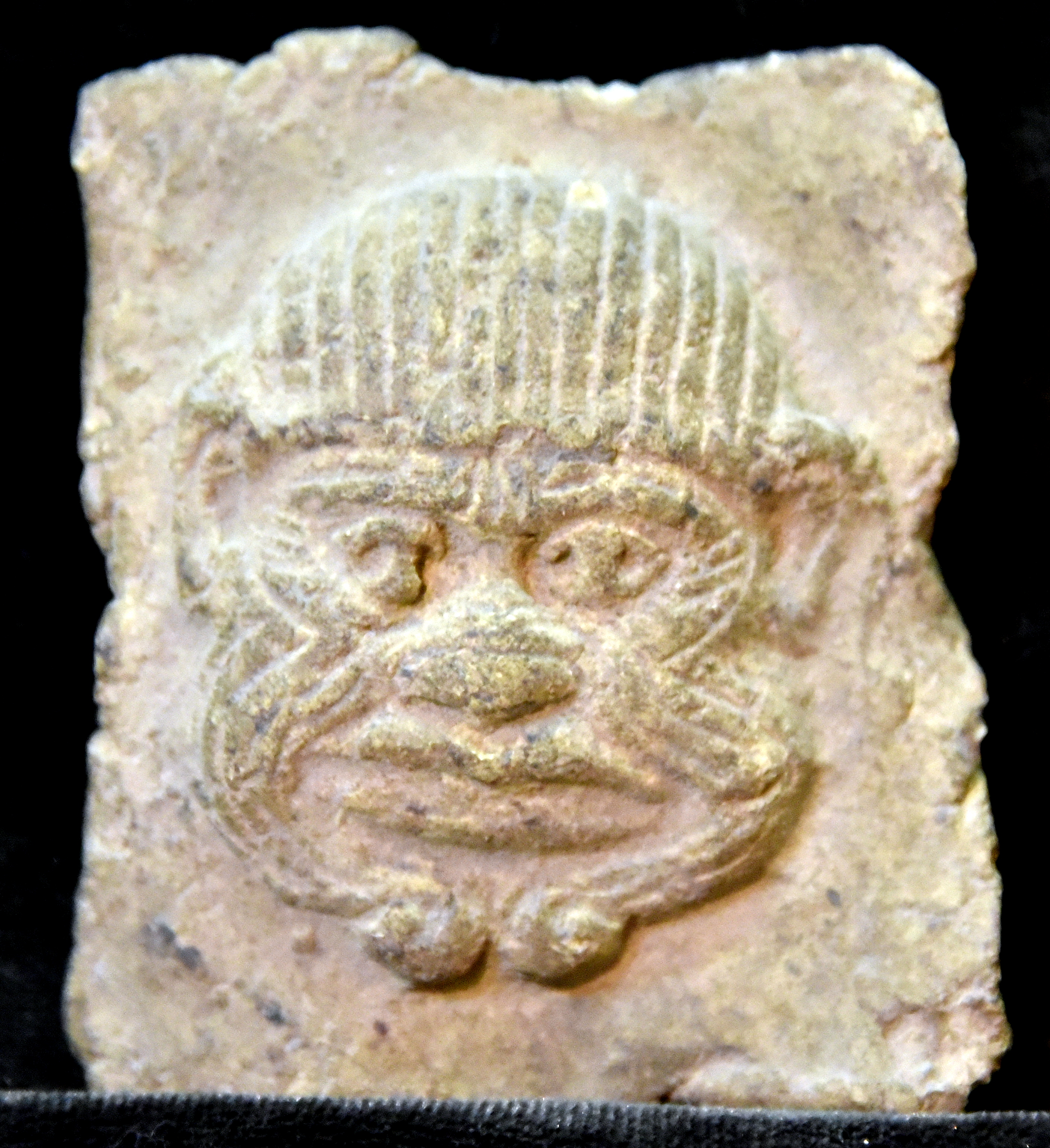
تصویری از هومبابا. موزه سلیمانیه.

در اسطورهٔ سومری بیلگمس و هوواوا، انکیدو به بیلگمس می‌گوید که باید از اوتو اجازه بگیرد و پس از آن سفر به اقامتگاه هوواوا را آغاز کنند. اوتو پس از آگاهی از اینکه بیلگمس می‌خواهد به شهرت دست یابد، زیرا می‌داند که برای همیشه زنده نخواهد ماند، هفت صورت فلکی به او اعطا می‌کند (که به عنوان موجوداتی حیوان‌پیکر توصیف می‌شوند) تا او را در پناه امن به مقصد برسانند. هوواوا پس از آن در زمانی که در حال مرگ است سعی می‌کند به اوتو لابه کند اما دعایش مستجاب نمی‌شود. این امکان وجود دارد که در یک نسخهٔ کمی متفاوت از اسطوره، او بخشیده می‌شود، اگرچه این امر نامشخص است زیرا پایان آن حفظ نشده است.
در یکی دیگر از روایت‌های پیشین گیلگمش، بیلگمس، انکیدو و جهان زیرین، اولین بار اینانا به اوتو اشاره می‌کند که از بیلگمس می‌خواهد به او کمک کند تا از شر موجوداتی خلاص شود که درختی را که بر ساحل فرات کاشته است، آلوده کرده‌اند. اینانا می‌گوید که اوتو از مداخله خودداری کرده است. دلیلی برای این تصمیم‌گیری توضیح داده نمی‌شود. پس از آن، زمانی که انکیدو در جهان زیرین محبوس می‌شود، بیلگمس از انکی درخواست کمک می‌کند. انکی به اوتو می‌گوید به هنگام طلوع شبح انکیدو را با خود بیاورد، به قهرمانان اجازه می‌دهد موقتاً دوباره به هم بپیوندند. بازگویی این صحنه، در لوح آخر حماسه گیلگمش (بابلی معیار) نیز آمده است که هیچ ارتباط مستقیمی با بقیهٔ این نسخه از داستان ندارد. یک دیدگاه اشتباه قدیمی این بود که خدایی که در این نسخه به دستور ائا (انکی) عمل می‌کند، نرگال است و نه شمش.
در نسخه بابلی باستان حماسه گیلگمش، گیلگمش پس از اینکه تصمیم می‌گیرد برای شکست دادن هومبابا به جنگل سدر برود، به شمش دعا می‌کند. به دنبال آن، بزرگان اوروک به او می‌گویند که چاه‌هایی حفر کند تا بتواند به هنگام سفر به غرب، برای خدای خورشید و لوگالباندا  (که در این نسخه خدای شخصی گیلگمش است) آب‌افشانی کند. در راه، پیش از رسیدن به سرزمین ابلا، گیلگمش خوابی می‌بیند و انکیدو آن را این نشانه تعبیر می‌کند که شمش (یا در روایتی که از تپه حرمل به دست آمده شمش و لوگالباندا) به تلاش‌های او نظر مساعد دارد. این احتمال وجود دارد که در یکی از روایت‌های نسخهٔ بابلی باستان، که فقط در تپه حرمل به دست آمده، هومبابا می‌گوید که شمش در خواب به او خبر داده که شکست خواهد خورد (اگرچه وضعیت لوح باعث می‌شود مشخص کردن این موضوع با قطعیت، ناممکن باشد). بنا بر لوحی که گمان می‌رود منشا آن از سیپار باشد، گیلگمش بعدا به هنگام سرگردانی در استپ در سوگ مرگ انکیدو، با شمش رو به رو می‌شود. خدای خورشید به او در مورد بیهودگی تلاش برای زندگی ابدی هشدار می‌دهد. این قطعه در هیچ کدام از نسخه‌های بعدی وجود ندارد، اما نصیحت شمش با صحنهٔ منحصر به فرد دیگری از همان نسخه (توصیه ایل‌وایف) شباهت دارد. این شخصیت با شیدوری از نسخه بابلی معیار مطابقت دارد.
در نسخهٔ معیار بابلی حماسه گیلگمش، شمش در جایگاه حامی الهی گیلگمش به تصویر کشیده شده است. او هنوز برای محافظت از گیلگمش در راه جنگل هومبابا فراخوانی می‌شود، اما  این خود قهرمان نیست که به او دعا می‌کند. در عوض مادرش، الهه نینسون، خدای خورشید را بر پشت‌بام معبد خود فرامی‌خواند. او شمش را به خاطر تمایل گیلگمش برای مخاطرهٔ رفتن به سرزمین‌های دور، سرزنش می‌کند و از همسرش آیا می‌خواهد که از جانب پسرش برای تضمین امنیت او شفاعت کند. در طول رویارویی با هومبابا، شمش با فرستادن سیزده باد برای ناتوان کردن هیولا مداخله می‌کند که به گیلگمش فرصت می‌دهد ضربه قاطع را بزند. اندرو آر. جرج خاطرنشان می‌کند که در این نسخه هومبابا به عنوان میما لمنو توصیف می‌شود، اصطلاحی که می‌توان آن را به عنوان «سراسر شیطانی» یا «وجود شیطانی» ترجمه کرد، که اغلب در ادبیات جن‌گیرانه که به نیروهای متخاصم اشاره می‌کند، یافت می‌شود؛ از این رو طبیعی است شمش، که خدای عدالت بود، با او مخالفت کند. در تفسیر قبلی، جفری تیگی استدلال می‌کرد که شمش محرک این جستجو می‌شود، که به گفته او «توسعهٔ نهایی و منطقی نقش او» بود. با این حال، بنا به دیدگاه جرج مشارکت شمش در کشتن هومبابا، تحقق خواسته‌های دعای نینسون است. در همین نسخه از تصنیف، پس از شکست نرگاو آسمان، گیلگمش و انکیدو قلب حیوان را به شمش تقدیم می‌کنند، که می‌تواند اشاره‌ای به رسمی باشد که در یکی از افسانه‌های مربوط به لوگالبندا نیز ذکر شده است که در آن او پس از یک شکار موفق، قلب یک گاو وحشیِ خاکی را به اوتو عرضه می‌کند. پس از جشن پیروزی خود، انکیدو رویایی از مشاجره بین خدایان می‌بیند که در طی آن شمش به تصمیم انلیل مبنی بر اینکه یکی از قهرمانان باید به عنوان مجازات برای کشتن هومبابا و نرگاو آسمان بمیرد، اعتراض می‌کند. او پس از بیدار شدن افسوس می‌خورد دری را که از چوب سروِ جنگل هومبابا ساخته شده بود، باید به جای شمش به انلیل تقدیم می‌کردند.
در اسطوره طوفان که بخشی از نسخهٔ معیار حماسه گیلگمش شد، شمش مسئول اعلام آغاز طوفان هنگام برخواستنش در صبح است که به گفته ناتان واسرمن نشان‌دهندهٔ یک سنت نسبتاً تازه است، زیرا که در اکثر نسخه‌های دیگر، فاجعه در نیمه شب شروع می‌شود. او پیشنهاد می‌کند که به احتمال زیاد گردآورندهٔ متن با توجه به نقش خدای خورشید به‌عنوان یاور بشریت در داستان، این را مناسب دانسته است.

## واژگان
1. ↑  Alewife